# Acquedotto Anio novus
L’Anio novus (“Aniene Nuovo”), come anche l'acquedotto Claudio, fu iniziato da Caligola nel 38 e terminato da Claudio nel 52.

## Caratteristiche tecniche e percorso

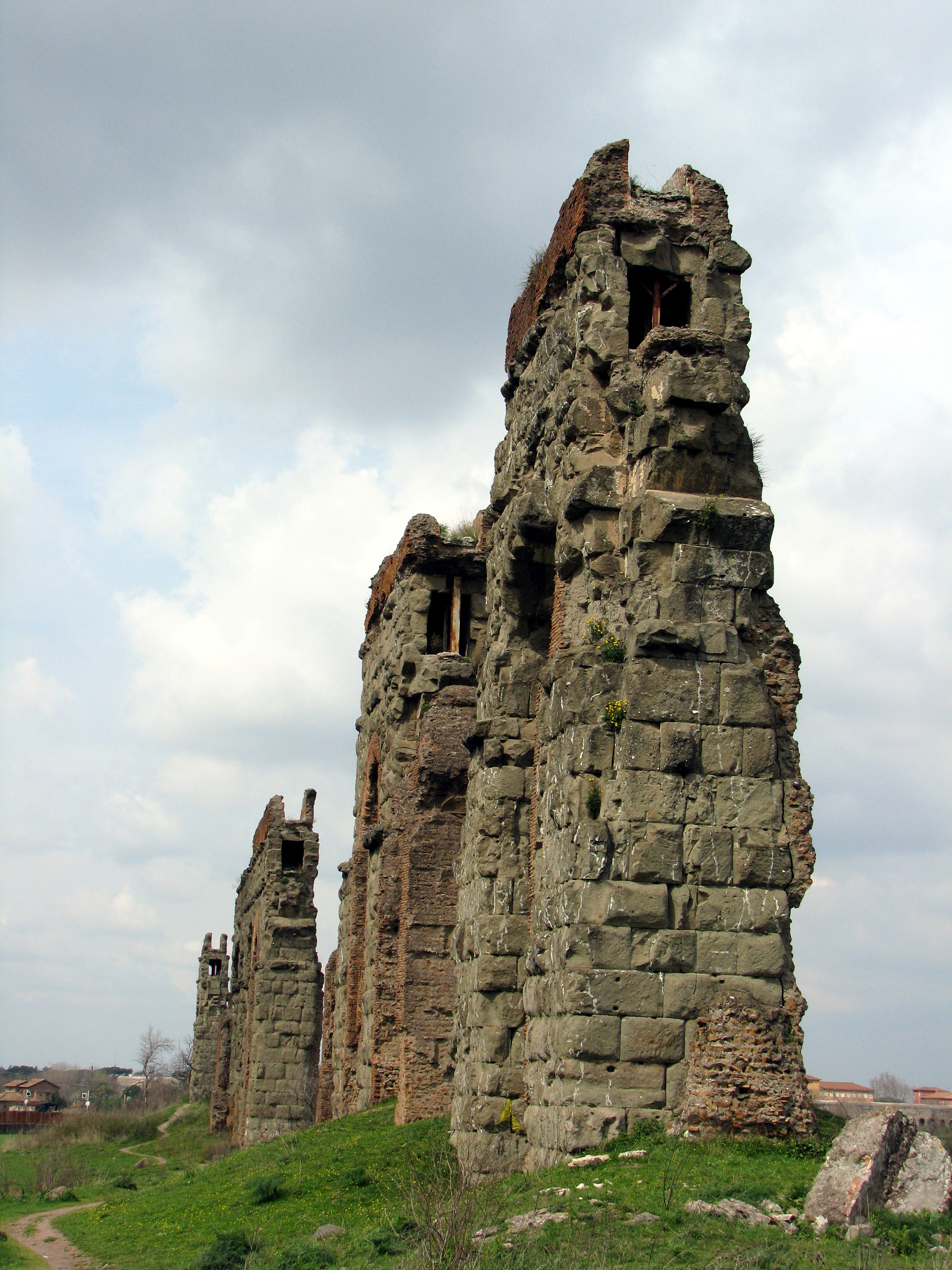
Porzione dellAqua Claudia al parco degli Acquedotti. Si notano in sezione di crollo due condotte: una inferiore chiusa, una superiore a pelo libero. Quest'ultima è il tratto dellAnio novus che si appoggia allAqua Claudia

Captava le acque nell'alta valle dell'Aniene, da cui il nome, al quale venne aggiunto l'aggettivo “novus” per distinguerlo dall'altro acquedotto Anio, di circa tre secoli più antico, che da allora si chiamò “vetus”. L'acqua veniva presa direttamente dal fiume, circa 6 km più a monte delle sorgenti dell'aqua Claudia, nei pressi del comune di Subiaco, all'altezza del XLII miglio della via Sublacensis. Nei pressi delle sorgenti della Claudia (ma dall'altro lato del fiume) riceveva le acque dal “Rivus Herculaneus”, che, provvisto di acqua più pura, lo incrementava e lo migliorava. Le sponde dell'Aniene erano infatti soggette a frane che, soprattutto in occasione di precipitazioni abbondanti, intorbidavano l'acqua al punto che neanche la “piscina limaria” (il bacino di decantazione per la “pulizia” dell'acqua) costruita nei pressi di Agosta riusciva a ripulirla in modo soddisfacente. Immessa subito dopo nel condotto, l'acqua arrivava spesso a Roma ancora torbida.
Non si può escludere che proprio questo fosse il motivo per cui Nerone abbia fatto realizzare, nella sua villa nei pressi di Subiaco, i tre laghetti artificiali originati da altrettante dighe sul corso del fiume e collegati da un sistema di chiuse. I tre laghi, infatti, posizionati a diversi livelli, costituivano una sorta di grande piscina limaria in cui l'acqua, nel trasbordo da un laghetto all'altro, perdeva una buona parte delle impurità residue. Nel 98 Traiano spostò l'origine dell'acquedotto, facendolo partire direttamente dal secondo dei tre laghi, circa dove oggi si trova il monastero di San Benedetto.

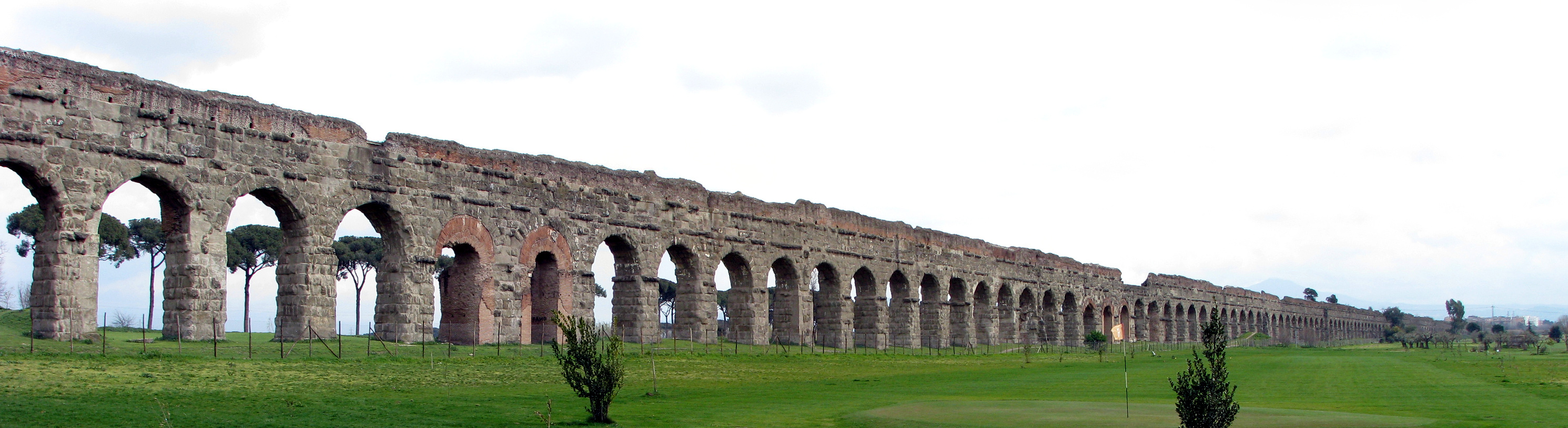
Parco degli Acquedotti: le arcuazioni di sostegno per il doppio condotto dell'acquedotto Claudio (canale inferiore) e dell’Anio novus (canale superiore)

L’Anio novus aveva il percorso maggiore di tutti gli altri acquedotti dell'epoca: 58,700 miglia romane, pari a 86876 m, di cui circa 73 km sotterranei e circa 14 km in superficie; la metà del percorso superficiale era condiviso con l’Aqua Claudia, al cui canale l’Anio novus si sovrapponeva dal VII miglio della via Latina per giungere a Roma sulle arcuazioni in buona parte ancora visibili nel Parco degli Acquedotti.
Seguendo la valle dell'Aniene sulla sinistra del fiume, a circa metà strada tra Subiaco e Mandela si affiancava, ad un livello più elevato, prima al condotto dell’Aqua Claudia, poi a quello dell'Acqua Marcia e più avanti, dopo Mandela, a quello dell’Anio vetus. Dopo Castel Madama si allontanava momentaneamente dal fiume per riavvicinarsi di nuovo dopo aver aggirato un paio di alture. Lasciato un ramo secondario, proseguiva verso Tivoli su viadotti e ponti di cui rimangono importanti e imponenti resti, piegava a sud e quindi aggirava da ovest i monti Tiburtini, attraversando poi un'ampia cisterna (risalente all'epoca dei Severi) all'interno della quale si univa di nuovo col ramo secondario lasciato prima di Tivoli. La cisterna era costituita da tre ambienti comunicanti e, oltre a fungere da piscina limaria, aveva l'importante compito di integrare, all'occorrenza, i condotti dell’Anio vetus, dell'Acqua Marcia e dell’Aqua Claudia che correvano ad un livello più basso. Superato Gallicano in condotto sotterraneo, usciva di nuovo in superficie e, di nuovo su ponti e viadotti ancora visibili, accostava la via Prenestina, quindi raggiungeva la via Latina e poi la località Capannelle, dove esisteva un'altra piscina limaria dopo la quale il condotto si appoggiava a quello dell’Aqua Claudia con il quale correva insieme fino ad entrare in Roma nella località chiamata ad spem veterem, presso Porta Maggiore.
La portata giornaliera, la maggiore di tutte, era di 4.738 quinarie, pari a 196,627 m³ e 2.274 litri al secondo. Poco prima di Porta Maggiore 163 quinarie venivano cedute, con apposito condotto, all'acquedotto dell’Aqua Tepula.